# John Erskine (écrivain)
Pour les articles homonymes, voir John Erskine.
John Erskine est un écrivain, pianiste et compositeur américain, professeur d'anglais au Amherst College de 1903 à 1909, puis à l'université Columbia de 1909 à 1937. Il fut également le second président de la Juilliard School of Music de New York. Au cours de sa vie il publia plus d'une centaine de livres, nouvelles, critiques et essais dont le plus fameux demeure The Moral Obligation to Be Intelligent, paru en 1915.

## Jeunesse et éducation
John Erskine est né à New York en 1879, fils de James Morrison Erskine et de Eliza Jane Hollingsworth, et grandit à Weehawken dans le New Jersey. Il obtient à l'université Colombia le grade universitaire de Bachelor of Arts en 1900, de Master of Arts en 1901 et de Doctor of Philosophy en 1903, avant de devenir docteur en littérature du Amherst College en 1923 puis de l'université Colombia en 1929.

## Carrière
John Erskine fut professeur au Amherst College de 1903 à 1909, avant d'obtenir un poste à l'université Colombia de 1909 à 1937. En 1910, il participa à la fondation de la Boar's Head Society pour la littérature. En 1920, il institua le Columbia College's General Honors Course, un séminaire de premier cycle universitaire d'une durée de deux ans qui fut plus tard à l'origine du séminaire consacré aux chef-d'œuvre de la littérature occidentale (plus connu sous le terme de Literature Humanities) qui devint par la suite la seconde étape du cursus principal de l'université Colombia. Le principe de ce cours était de privilégier l'emploi d'une traduction pour l'étude des classiques de la littérature occidentale, au lieu de l'original latin ou grec : cette idée fut développé dans son célèbre essai The Moral Obligation to Be Intelligent (1915).
Durant sa carrière, Erskine publia plus de cent livres, dont le plus connu demeure son roman The Private Life of Helen of Troy (en) (1925). Celui-ci fut adapté au cinéma sous la forme d'un film muet en 1927, La Vie privée d'Hélène de Troie d'Alexander Korda. D'autres films furent adaptés de ses travaux, tels que A Lady Surrenders (1930) de John M. Stahl, Bachelor of Arts (1934) de Louis King et The President's Mystery (1936) de Phil Rosen ; le film Diane de Poitiers réalisé en 1956 par David Miller est également tiré de l'un de ses ouvrages, adapté pour le cinéma par Christopher Isherwood. John Erskine a également rédigé des sous-titres pour un grand nombre de films, dont Le Roman d'un tricheur de Sacha Guitry en 1938, La Femme du boulanger de Marcel Pagnol en 1940 et Les Fiancés de Mario Camerini en 1948, une adaptation du roman du même nom d'Alessandro Manzoni.
Erskine était également un compositeur, un pianiste et un musicien accompli. Outre quelques ouvrages consacrés à la musique, on lui doit le livret de l'opéra de George Antheil Helen Retires (1931), adapté de son ouvrage The Private Life of Helen of Troy (en). Il fut également président de la Juilliard School of Music de 1928 à 1937, et directeur de la Metropolitan Opera Association, qui dirige le Metropolitan Opera de New York.

## Vie privée
John Erskine fut marié deux fois, d'abord à Pauline Ives de 1910 à 1945, puis à Helen Worden de 1946 à 1951. Avec sa première épouse Pauline, il est le grand-père de l'actrice Lindsay Crouse et l'arrière-grand-père de l'actrice Zosia Mamet. John Erskine est mort le 2 juin 1951 à New York, à l'âge de 71 ans.
Une rue du Bronx dans la ville de New York porte son nom.

## Ouvrages disponibles en français
- Hélène. Retour de Troie, traduction de The Private Life of Helen of Troy (en)  par Maurice Bec, Perrin, Paris, 1927, 294 p.[12]
- Souviens-toi du jour du sabbat, pour le sanctifier dans Les Dix commandements : Récits sur la guerre de Hitler contre la loi morale, recueil de nouvelles de Thomas Mann, Bruno Frank, John Erskine, Rebecca West, Sigrid Undset, Frantz Werfel, André Maurois, Jules Romains, Louis Bromfield et Hendrik Willem van Loon, Éditions de la Maison Française, New York, 1944, 524 p.[13]
- Les heures ardentes de François Villon, traduction de The brief hour of François Villon par Pierre-André Gruenais, Les Presses contemporaines, Paris, 1955, 365 p.[14]
- Oublie si tu peux, traduction de Forget if you can par Yves Rolland, Gérard et Cie, Verviers, 1958, 263 p.[15]